# Pentadenia lutea
Pentadenia lutea är en tvåhjärtbladig växtart som beskrevs av Wilhelm Freiberg. Pentadenia lutea ingår i släktet Pentadenia och familjen Gesneriaceae. Inga underarter finns listade i Catalogue of Life.